# Tempio di Venkateswara
Il tempio di Sri Venkateswara Swamy è un importante tempio del vishnuismo situato nella cittadina collinare di Tirumala nei pressi di Tirupati, nel distretto di Chittoor nell'Andhra Pradesh in India. Il sito è dedicato al Signore Venkateswara, una delle incarnazioni del dio Visnù, che si crede sia apparsa qui per salvare l'umanità dalle prove e difficoltà inerenti all'epoca storica del Kali Yuga. Da qui il luogo ha anche ottenuto il nome "Kaliyuga Vaikuntham" e da ciò ci si riferisce ad esso come "Kaliyuga Prathyaksha Daivam". Il tempio è conosciuto anche con altri nomi come tempio di Tirumala, Tempio di Tirupati e tempio di Tirupati Balaji. Venkateswara è conosciuto con molti altri nomi:. Balaji, Govinda, e Srinivasa.
Le colline di Tirumala fanno parte della gamma della zona collinare di Seshachalam. Le colline sono a 853m sul livello del mare; esse comprendono sette cime (Sapthagiri), che rappresentano le sette teste di Adisesha o Shesha. Le sette cime sono chiamate Seshadri, Neeladri, Garudadri, Anjanadri, Vrushabhadri, Narayanadri e Venkatadri. Il tempio si trova sulla settima cima - quella di Venkatadri - sulla riva meridionale dello Sri Swami Pushkarini, un serbatoio d'acqua santa. Da qui il tempio è indicato anche come "Tempio di Seven Hills". La città Tirumala si estende per circa 10,33 miglia quadrate (27 km²) nella zona.
Il tempio è costruito in architettura dravidica e si crede possa esser stato costruito in un periodo di tempo a partire dal 300 d.C. Il Garbagriha (Sanctum Sanctorum) si chiama AnandaNilayam. La divinità residente, Venkateswara, è in posizione eretta e si affaccia ad est nel Garbha Griha. Il tempio segue la tradizione Vaikhanasa del culto Āgama. Il tempio è uno degli otto Vishnu Swayambhu Kshetras ed è elencato come il 106º ed ultimo sulla terra di Divya Desam. I locali del tempio avevano due moderni edifici complessi della coda per organizzare la corsa del pellegrino, il complesso Tarigonda Venkamamba Annaprasadam per i pasti gratuiti dati ai pellegrini, gli edifici per la tonsura dei e un certo numero di siti per l'alloggio dei pellegrini.
Questo è inoltre il tempio più ricco del mondo in termini di donazioni ricevute e di ricchezza. Il tempio è visitato da circa 50.000 fino a 100.000 pellegrini al giorno (da 30 a 40 milioni di persone all'anno in media), mentre in speciali occasioni e festival, come il Brahmotsavam annuale, il numero dei pellegrini può giungere fino alla cifra di 500.000, il che lo rende il luogo sacro più visitato al mondo.

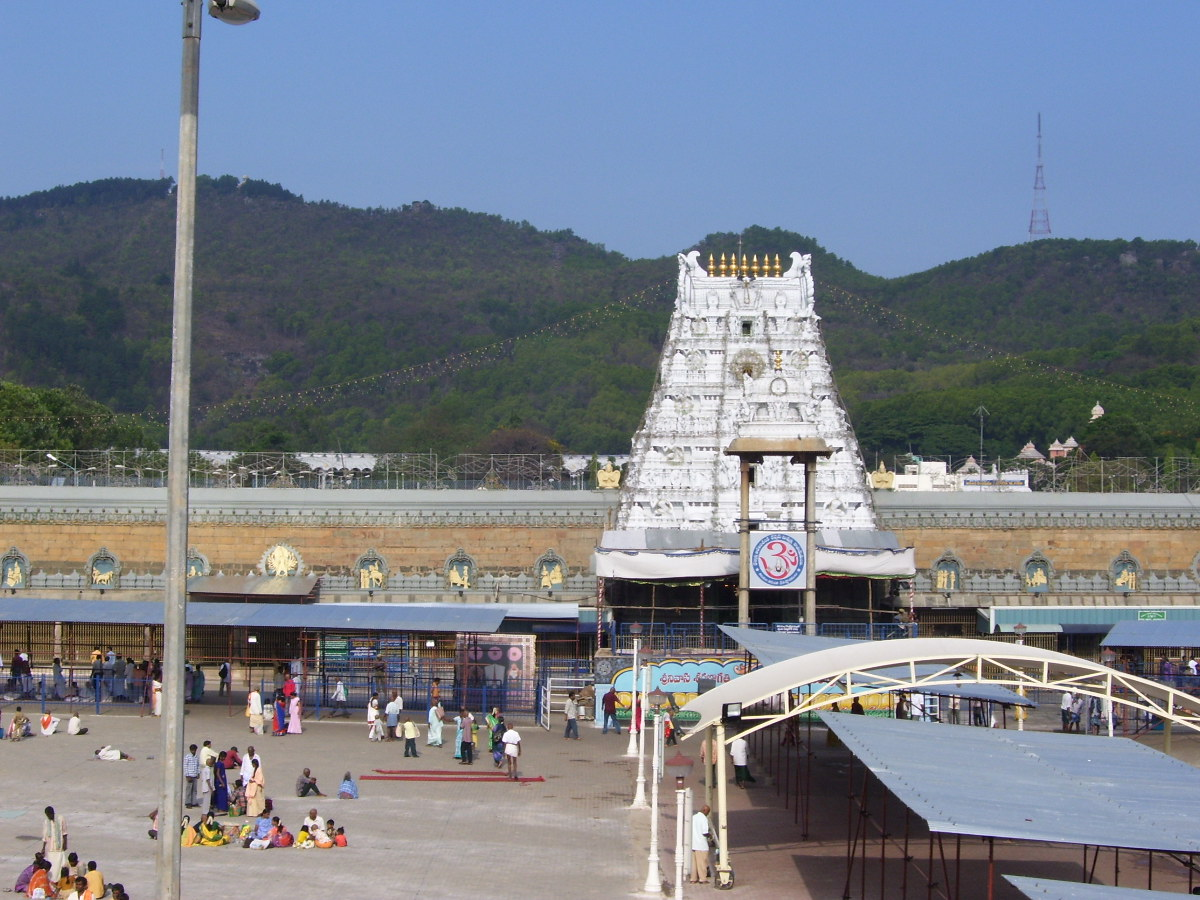
Veduta del tempio.

## Note

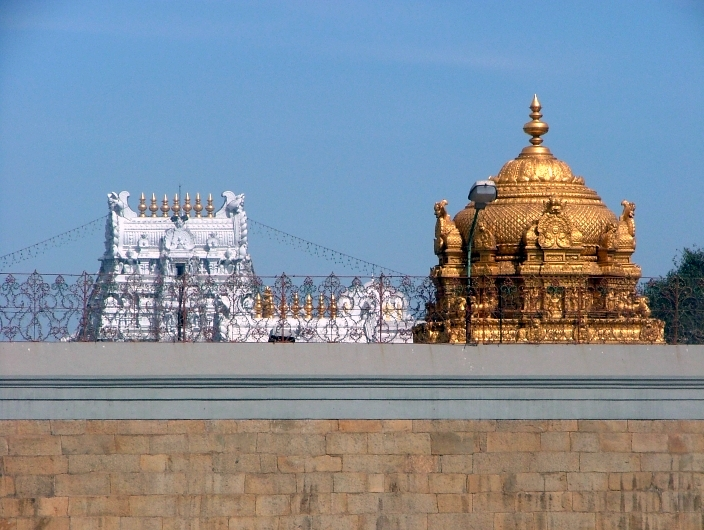
Gopura del tempio.